# Olympus-OM-System

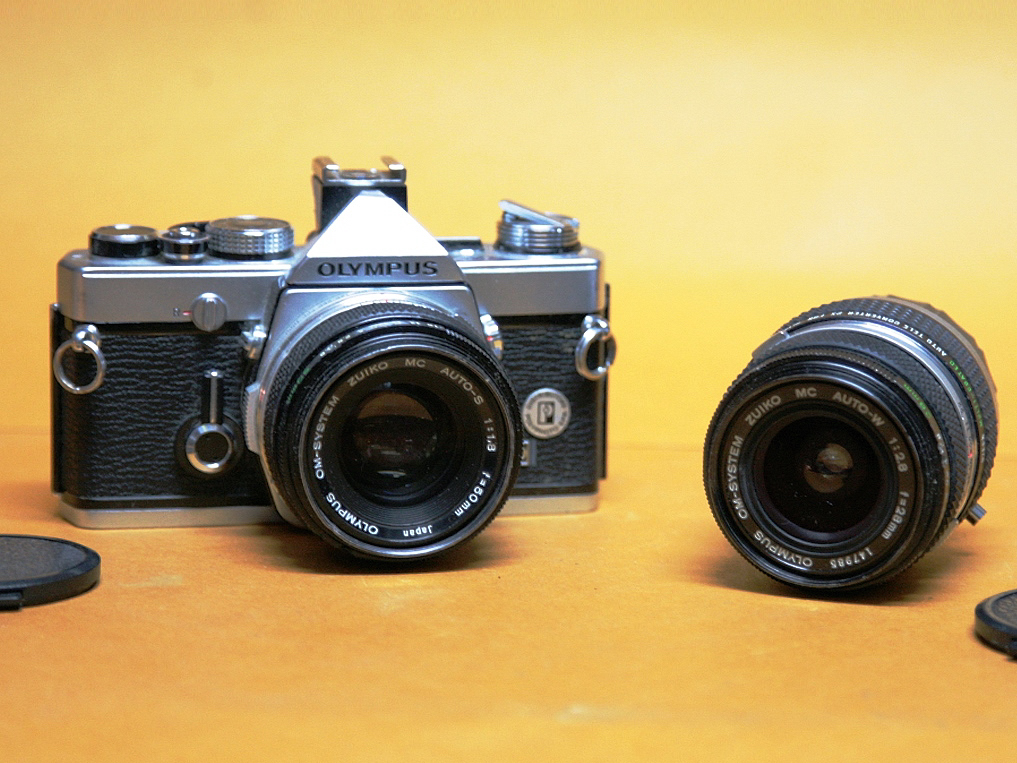
Olympus OM-1 mit Zuiko 1/1,8 50 mm und daneben Zuiko 1/2,8 28 mm

Das Olympus-OM-Kamerasystem ist ein 1972 von Olympus eingeführtes Spiegelreflexkamerasystem. Innerhalb dieses Kamerasystems wurden Kameragehäuse, Objektive, Blitzgeräte, Motorantriebe und viele anderen Zubehörteile angeboten. 1997 wurde die Entwicklung eingestellt, das System wurde noch bis 2003 vertrieben.

## Geschichte
Das System ist aus einäugigen Spiegelreflexkameras aufgebaut, bis 1986 ausschließlich mit manueller Fokussierung. Der leitende Ingenieur bei der Entwicklung des OM-Systems war Yoshihisa Maitani.
Nachdem Olympus seit 1963 Halbformatkameras für Kleinbildfilme hergestellt hatte, wurde 1972 die Olympus OM-1 vorgestellt, mit der das OM-System begründet wurde. Sie war zunächst als M-1 vorgestellt worden (benannt nach Maitani), was nach Protesten von Leitz wegen der befürchteten Verwechslung mit den Messsucherkameras der Leica-M-Serie in OM-1 geändert wurde.
Die OM-1 ist eine semiprofessionelle Kamera, deren Abmessungen deutlich kleiner als die vergleichbarer Kameras anderer Hersteller waren. Dieses Bauprinzip wurde bei den Kameras mit einstelliger Bezeichnung strikt beibehalten. 1975 kam die Olympus OM-2 hinzu.
Ab 1978 kamen, beginnend mit der Olympus OM-10 preisgünstigere Modelle hinzu, bei denen die Gehäuseabmessungen etwas größer ausfielen. Sie sind nicht mit allen Zubehörteilen des Systems kompatibel, da beispielsweise die Sucherscheiben nicht ausgetauscht werden können. Beide Kameralinien wurden nachfolgend weiter ausgebaut.
1986 wurde mit der Olympus OM-707 die erste Autofokuskamera des OM-Systems vorgestellt, bei dem nur noch begrenzte Kompatibilität gegeben war. So waren die bis dahin erschienenen OM-Zuiko-Objektive nur mit eingeschränkten Funktionen an der OM-707 verwendbar, die neuen Autofokusobjektive an den bisherigen Kameras dagegen gar nicht. 1988 kam noch die Olympus OM-101 PF als vereinfachte Version ohne Autofokus, aber mit motorischer Fokussierung der Autofokusobjektive hinzu. Beide Kameras waren in erster Linie auf Programmautomatik ausgelegt. Beide Kameras wurden 1991 ohne Nachfolger eingestellt. Damit verblieb nur noch die Olympus OM-4 Ti mit manueller Fokussierung im Sortiment. Olympus gab damit die zeitgemäße Weiterentwicklung des OM-Systems faktisch auf und konzentrierte sich nachfolgend im Wesentlichen auf Kompaktkameras und Spiegelreflexkameras der Einsteigerklasse mit fest angebautem Objektiv.

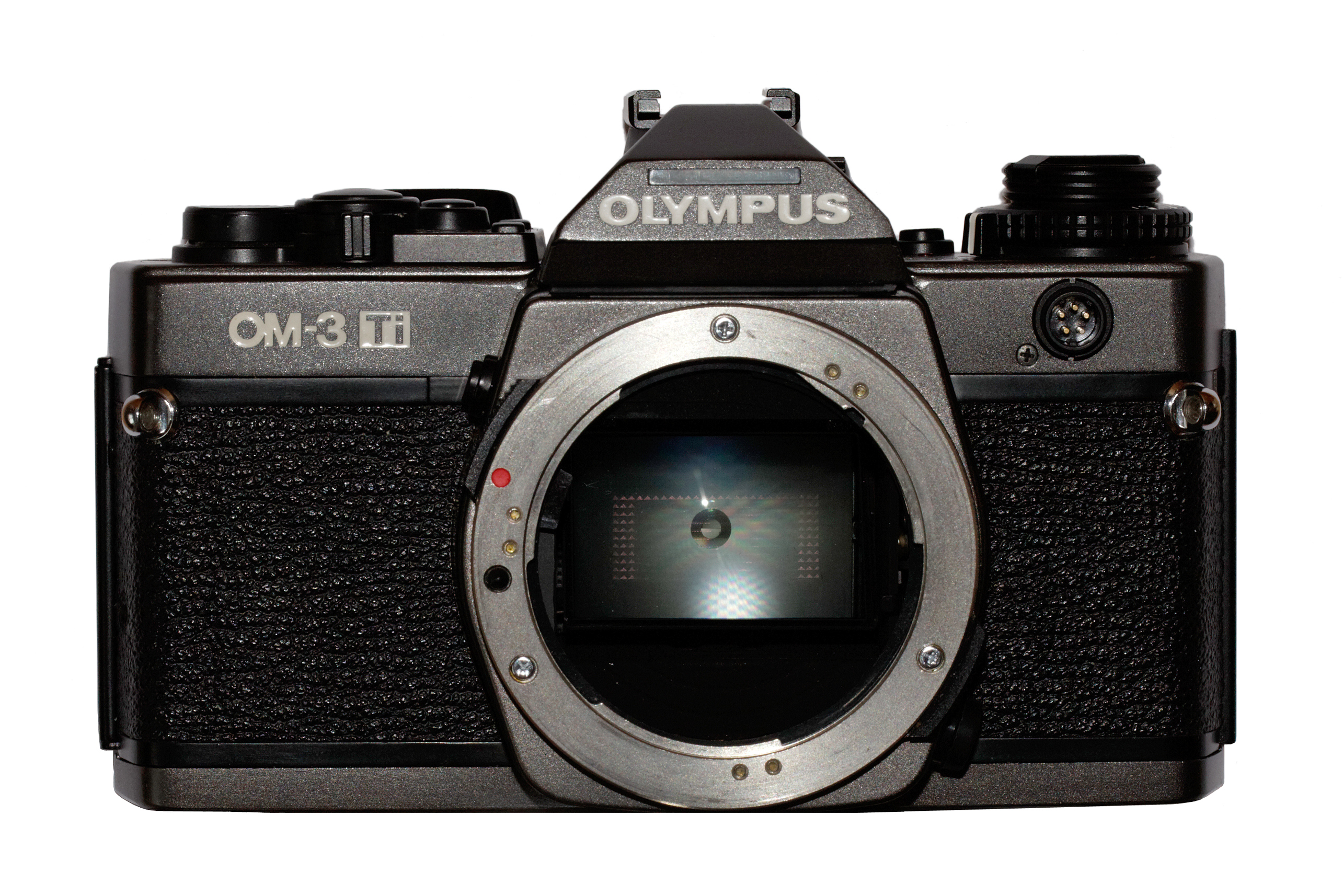
Olympus OM-3 Ti

1995 wurde die bereits 1986 eingestellte Olympus OM-3 als OM-3 Ti wiederbelebt. 1997 kam noch die Olympus OM-2000 hinzu. Hierbei handelt es sich um eine sehr einfache Kamera von Cosina, die für das OM-Bajonett angepasst wurde. Ähnliche Kameras von Cosina waren als Canon T60 und Nikon FM10 im Angebot.
Dieses ausschließlich auf manuelle Fokussierung ausgerichtete System wurde Ende der 1990er Jahre nahezu bedeutungslos. Am 17. Januar 2002 kündigte Olympus die sofortige Einstellung der Kameras und das Vertriebsende für die meisten Zubehörteile für März 2003 an.
Im Herbst 2003 stellte Olympus das digitale E-System vor, das jedoch keinerlei Kompatibilität mit dem OM-System hatte. Die Objektive des OM-Systems waren lediglich mit einem mechanischen Adapter unter Verlust aller anderen Funktionen weiterverwendbar.
Die Bezeichnung „OM“ wurde 2012 mit dem digitalen Kameragehäuse E-M5 innerhalb des Micro-Four-Thirds-Systems aufgegriffen. Das Design erinnert ebenfalls an das OM-System, wobei keine direkte Kompatibilität besteht. Über den rein mechanischen Bajonettadapter MF‑2, der den Unterschied beim Auflagemaß ausgleicht, können Objektive des OM-Systems an den digitalen Kameragehäusen des OM-D-Systems verwendet werden, müssen dabei allerdings manuell eingestellt werden.

## Kameramodelle
| Bezeichnung   | Bezeichnung   | Bauzeitraum |
| international | Nordamerika   |             |
| ------------- | ------------- | ----------- |
| OM-1          | OM-1          | 1972–1979   |
| OM-1N         | OM-1N         | 1979–1987   |
| OM-2          | OM-2          | 1975–1979   |
| OM-2N         | OM-2N         | 1979–1984   |
| OM-2SP        | OM-2S         | 1984–1988   |
| OM-3          | OM-3          | 1983–1986   |
| OM-3 Ti       | OM-3 T        | 1995–2002   |
| OM-4          | OM-4          | 1984–1987   |
| OM-4 Ti       | OM-4T         | 1987–2002   |
| Olympus OM-10 | Olympus OM-10 | 1978–1987   |
| OM-20         | OM-G          | 1983–1987   |
| OM-30         | OM-F          | 1983–1987   |
| OM-40         | (OM-PC)       | 1985–1987   |
| OM-707        | OM-77AF       | 1986–1991   |
| OM-101 PF     | OM-88         | 1988–1991   |
| OM-2000       | OM-2000       | 1997–2002   |